# Corsicana
Corsicana es una ciudad ubicada en el condado de Navarro en el estado estadounidense de Texas. En el Censo de 2010 tenía una población de 23.770 habitantes y una densidad poblacional de 387,03 personas por km².

## Geografía
Corsicana se encuentra ubicada en las coordenadas 32°4′55″N 96°28′8″O / 32.08194, -96.46889. Según la Oficina del Censo de los Estados Unidos, Corsicana tiene una superficie total de 61.42 km², de la cual 58.73 km² corresponden a tierra firme y (4.38%) 2.69 km² es agua.

## Demografía
Según el censo de 2010, había 23.770 personas residiendo en Corsicana. La densidad de población era de 387,03 hab./km². De los 23.770 habitantes, Corsicana estaba compuesto por el 58.07% blancos, el 20.87% eran afroamericanos, el 0.58% eran amerindios, el 0.7% eran asiáticos, el 1.28% eran isleños del Pacífico, el 16.09% eran de otras razas y el 2.4% pertenecían a dos o más razas. Del total de la población el 31.09% eran hispanos o latinos de cualquier raza.

## Educación
El Distrito Escolar Independiente de Corsicana gestiona las escuelas públicas.